# Fingers Crossed
"Fingers Crossed" is een nummer van de Canadese singer-songwriter Lauren Spencer-Smith, dat uitgebracht werd als single op 5 januari 2022. Het is geschreven door Spencer-Smith, Fransisca Hall en Jakke Erixson, en geproduceerd door Erixson. Het nummer ging viraal op TikTok en bereikte de hitparade in verschillende landen en bereikte nummer één in Ierland en Noorwegen. Het nummer werd aangeduid als Big Hit door radiozender MNM. Het haalde een piek op plaats 5.